# دویزلباخ
دویزلباخ (به آلمانی: Deuselbach) یک شهر در آلمان است که در برنکاستل-ویتلیش واقع شده‌است. دویزلباخ ۲۵۴ نفر جمعیت دارد.